# Claude Bourquard
Claude Bourquard (Belfort, 1937. március 5. –) világbajnok, olimpiai bronzérmes francia párbajtőrvívó.